# Benjamin Totori
Benjamin Totori (ur. 20 lutego 1986) – piłkarz z Wysp Salomona grający na pozycji napastnika. Od 2010 roku jest zawodnikiem klubu Koloale FC.

## Kariera klubowa
Karierę piłkarską Totori rozpoczął w klubie Uncles FC. W jego barwach zadebiutował w 2004 roku w pierwszej lidze Wysp Salomona. W Uncles FC grał do 2005 roku.
Na początku 2006 roku Totori wyjechał do Nowej Zelandii i został zawodnikiem lubu YoungHeart Manawatu. W 2006 roku został wypożyczony do Richmond City, a następnie wrócił do YoungHeart Manawatu, w barwach którego do 2007 roku strzelił 32 gole.
W 2007 roku Totori został zawodnikiem klubu Waitakere United. W latach 2008 i 2010 wywalczył z Waitakere dwa mistrzostwa Nowej Zelandii. W 2008 roku był wypożyczony do Portland Timbers ze Stanów Zjednoczonych.
W 2010 roku Totori wrócił na Wyspy Salomona i został zawodnikiem stołecznego Koloale FC. W 2010 i 2011 roku wywalczył z Koloale dwa tytuły mistrza Wysp Salomona. W sezonie 2010 został królem strzelców tamtejszej ligi.

## Kariera reprezentacyjna
W reprezentacji Wysp Salomona Totori zadebiutował 25 sierpnia 2007 roku w wygranym 12:1 meczu Igrzysk Pacyfiku 2007 z Samoa Amerykańskim, w którym zdobył dwa gole. W 2011 roku wystąpił na Igrzyskach Pacyfiku 2011. W 2012 roku zagrał w Pucharze Narodów Oceanii 2012. Z Wyspami Salomona zajął czwarte miejsce na tym turnieju. Był na nim podstawowym zawodnikiem swojej reprezentacji i strzelił cztery bramki.